# Henriette Langus

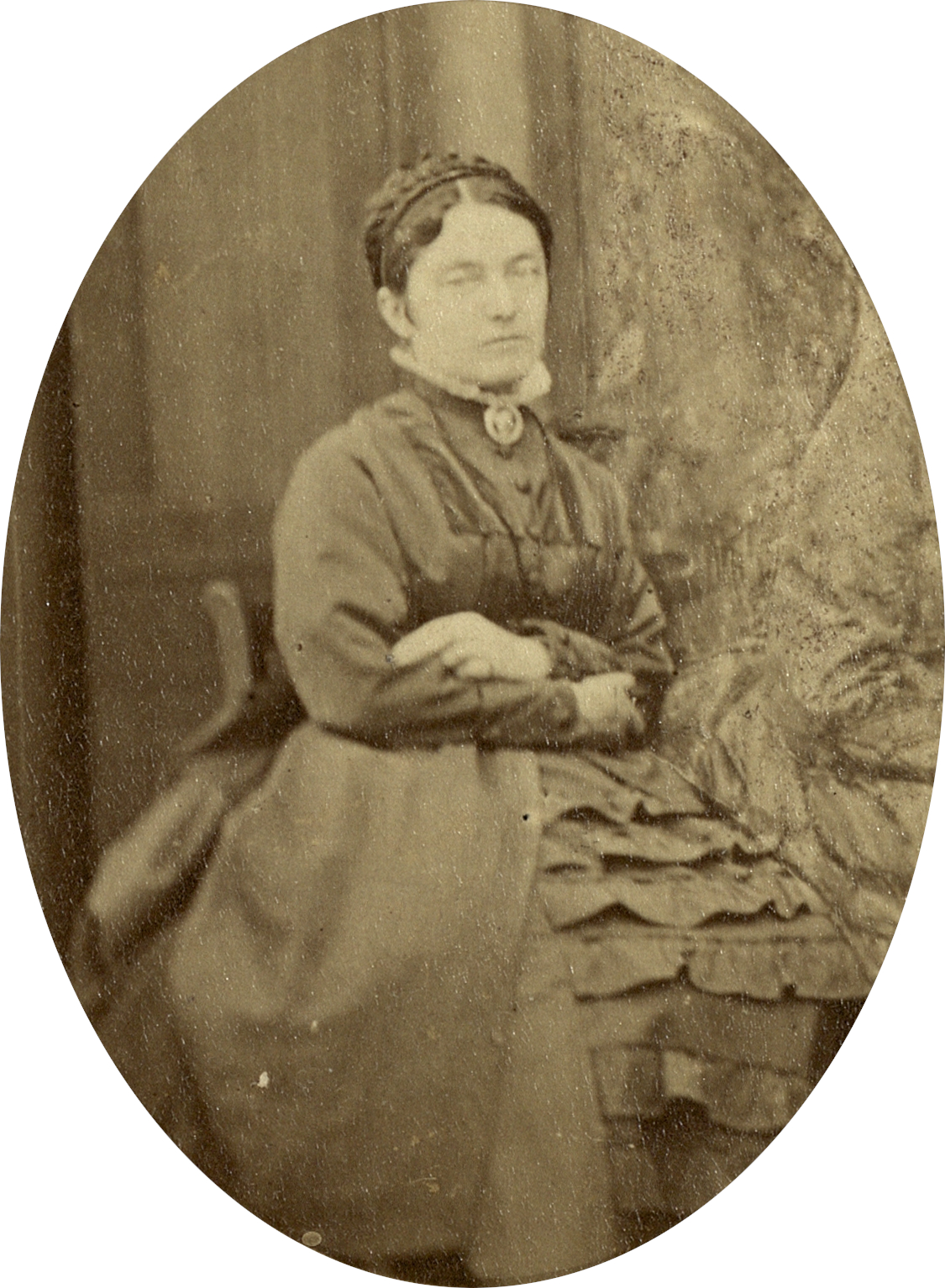
Henriette Langus

Henriette (auch Henrika, Henryka) Langus (* 15. Juli 1836 in Laibach; † 19. Juli 1876 ebenda) war eine österreichische Porträt- und Kirchenmalerin.

## Leben
Henriette Langus war eine Nichte, Adoptivtochter und Schülerin des Malers Mathäus (Matej) Langus (1792–1855), der in Laibach als Porträt-, Historien- und Kirchenmaler wirkte. Er hatte sie und ihre Schwester Maria aufgenommen, nachdem ihr Vater – sein Bruder Janez – gestorben war.
Nach dem Tod von Matej Langus zog Henriette Langus 1855 mit dessen Witwe Anna Langus nach Wien, wo sie unter anderem von dem Maler Karl von Blaas unterrichtet wurde. Im Folgejahr setzte sie ihre Studien in Dresden fort. Fünf Monate nach ihrer Ankunft starb dort auch Anna Langus.
Mit Abschluss ihrer Ausbildung kehrte Henriette Langus nach Laibach zurück, wo sie fortan lebte und als Malerin tätig war. 1873 wurde sie als Hilfslehrerin für das Freihandzeichnen an der Bildungsanstalt für Lehrerinnen in Laibach eingestellt.
1876 erkältete Langus sich während einer Reise in Venedig und starb nach ihrer Rückkehr im Alter von 40 Jahren in Laibach. Als Todesursache wurde Herzlähmung angegeben.

## Werk

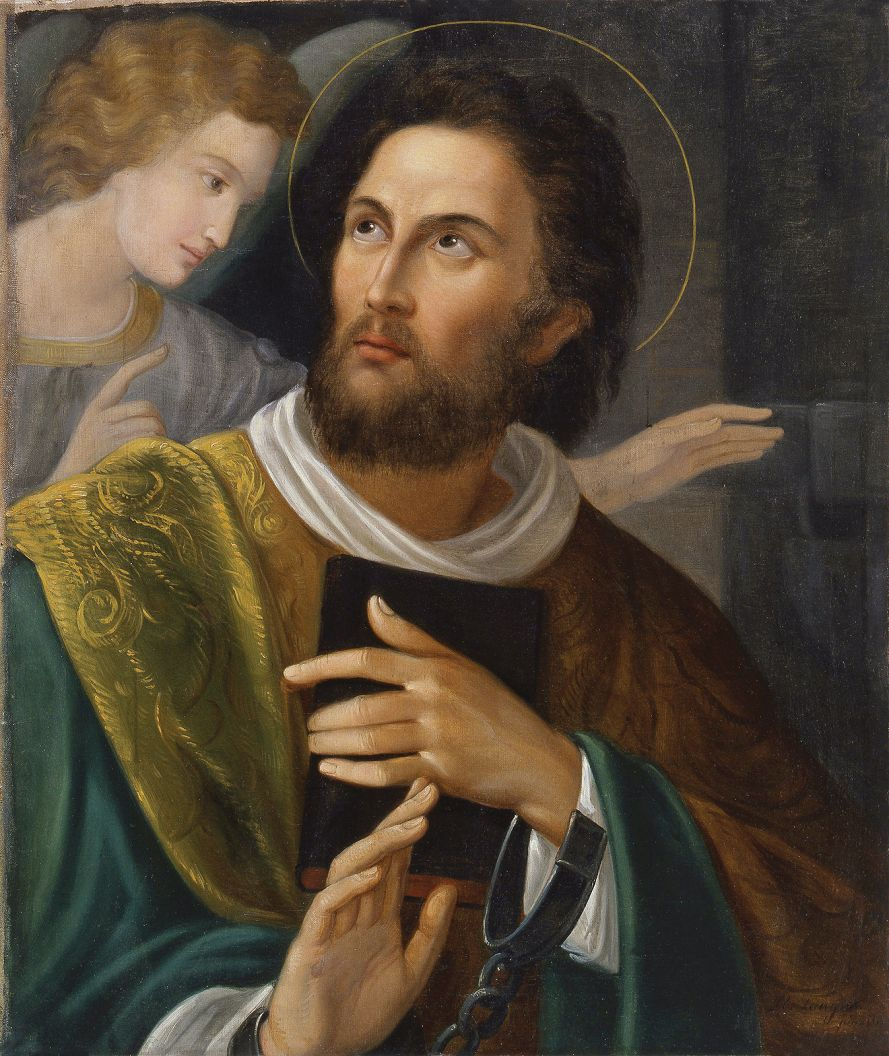
Ölgemälde The Liberation of St Peter

Henriette Langus wirkte als Porträt- und Kirchenmalerin. Ihre Bildnisse sind teilweise genrehaft gehalten. Der Kunsthistoriker Viktor Steska lobte die präzise Zeichnung und schöne Farbgebung ihrer Arbeiten, es mangele ihnen aber an wirklichem Leben.
Werke von Henriette Langus befinden sich unter anderem in den Sammlungen der Slowenischen Nationalgalerie, des Slowenischen Nationalmuseums und des Stadtmuseums Ljubljana.
Porträts (Auswahl)
- Fidelis Terpinac mit Ehefrau, 1857
- Frau in Schwarz, 1870
- Schriftstellerin Josipina Turnogardska, auf Karton, Schloss Polhov Gradec
- Junges Mädchen im Lehnstuhl mit Traube im Schoß, Schloss Fužine bei Laibach[6]

Werke mit religiösen Motiven (Auswahl)
- The Liberation of St Peter, nach 1856, Öl auf Leinwand, 63,5 × 53,5 cm, Signatur unten rechts: „H Langus. / pinxit“, Slowenische Nationalgalerie[7]
- Banderna slika: Sv. Anton Puščavnik in sv. Luka // Sv. Marko, 1872, Öl auf Leinwand, 100 × 80 cm, Slowenisches Nationalmuseum[8]
- Kreuzwegstationen für die Franziskanerkirche Laibach, 1868, seit 1895 in Obertuchein
- Kreuzwegstationen für Bresowitz, 1870
- Kreuzwegstationen für Saifnitz
- Altarbilder in Öl für Kirchen in Bresowitz (1872), Franzdorf (1870), Lengenfeld (1870), Wiesendorf in der Oberkrain (Heilig-Kreuz-Kirche, 1873) und Vigaun
- Maria mit Jesus, 1871, für Anton Kržič (1846–1920), Religionsprofessor an der Lehrerbildungsanstalt in Laibach